# ۱۱۱۲ (میلادی)
۱۱۱۲ (میلادی) هزار و صد و دوازدهمین سال تقویم میلادی است.

## درگذشتگان
‎